# Octave Flanneau
Octave Flanneau, est un architecte belge, né à Bruxelles le 11 juin 1860, il y mourut le 24 juin 1937.

## Sa vie
Il entra en 1880 à l'École royale militaire mais en démissionne pour se consacrer à l'architecture. Il se forma auprès de Henri Maquet et de Charles Girault.
Il avait épousé à Bruxelles le 4 juillet 1887, Marie-Thérèse Crocq (1864-1945), fille du docteur Jean Joseph Crocq, président de l'Académie de Médecine.
Il devint en 1930 vice-président de la Commission royale des Monuments  et des Sites.
Il était le fils de l'architecte Eugène Flanneau (1821-1891) et d'Elvire Englebert (1824-1894) ; petit-fils de Julien Joseph Flanneau (1795-1885), directeur au Ministère de la Guerre, et de Marie Joseph Brice, sœur du peintre Ignace Brice.
Il est inhumé au Cimetière de Bruxelles à Evere.

## Son œuvre architecturale
Ayant sa clientèle surtout dans la haute-société, on lui doit l'achèvement de la transformation du Palais royal de Bruxelles commencée par son maître Henri Maquet, les transformations du palais d'Egmont en 1906 ainsi que de nombreux châteaux, tels que:
- le château de Zwijnaarde ;

Palais royal de Bruxelles

- le château du Moisnil à Maizeret (pour Jules van Dievoet, avocat à la Cour de Cassation et son épouse Marguerite Anspach) ;
- le château de Loveld à Aalter (pour le comte Charles François Prosper de Hemricourt de Grunne) ;
- le château d'Arthey à Rhisnes (pour le baron de Mevius) ;
- le château des Bouleaux à Kraainem (pour Madame Wittouck) ;
- le château de Reux à Conneux (Ciney) pour Jules Goffinet ;
- ou la nouvelle façade en style mosan du château de Walzin (pour F. Brugmann).

Il est l'auteur également de nombreux hôtels-particuliers à Bruxelles.